# Don Francks

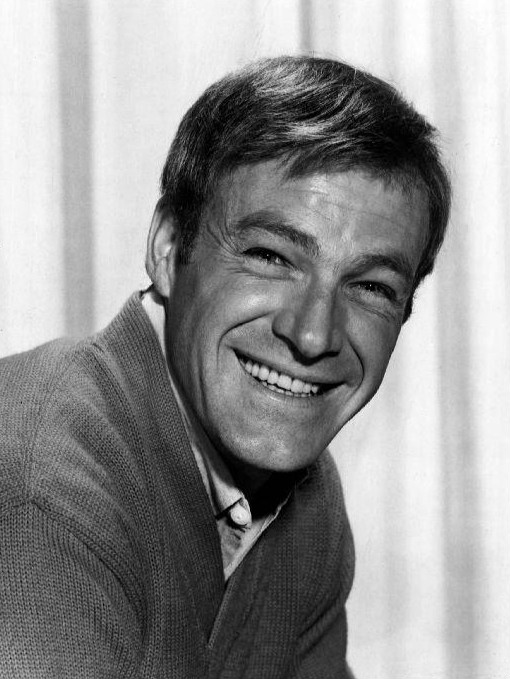
Don Francks (1966)

Donald Harvey „Don“ Francks (* 28. Februar 1932 in Vancouver, British Columbia; † 3. April 2016 in Toronto, Ontario) war ein kanadischer Schauspieler, Jazzmusiker und Sänger.

## Leben und Wirken
Don Francks wurde adoptiert und wuchs in Burnaby, einer Stadt östlich von Vancouver, auf. Er stand seit seiner Jugend als Entertainer auf der Bühne. Erstmals trat er als Elfjähriger in dem Stück The Willow Pattern Plate auf. Er war ein Theater-, Fernseh- und Kino-Schauspieler. Er war Jazzsänger und Jazzmusiker und spielte Posaune und Flöte. Schon in jungen Jahren sang er im Radio und bekam den Spitznamen Don Francksinatra.
Auf der Bühne verkörperte er Hauptrollen in den Musicals Oklahoma (1954) und Anything Goes (1955).
Er sang die Hauptrolle in dem Broadway-Musical Kelly (1965), das als Desaster in der Nacht, als es startete, gleich wieder eingestellt wurde. Er trat in Broadway- und Off-Broadway-Produktionen auf, etwa in The Flip Side (1968), On A Clear Day und in Leonard Bernstein's Theatre Songs (1965).
1968 war Don Francks im zweifach Oscar-nominierten Kino-Musical-Klassiker Der goldene Regenbogen als Woody Mahoney zu sehen. Er spielte den Schwiegersohn von Fred Astaire und den Bräutigam von Petula Clark unter der Regie von Francis Ford Coppola. Am 6. November 2005 kam Francks im Hummingbird Centre in Toronto zu Petula Clark auf die Bühne, und sie sangen wie einst das Lied Old Devil Moon.
Don Francks bekam aus einer ersten Ehe zwei Kinder, eine Tochter und einen Sohn.
Um dem Trubel in Hollywood zu entkommen, übersiedelte Don Francks mit seiner langjährigen zweiten Frau Lili Francks in das Red Pheasant Indian Reserve, ein Indianerreservat bei North Battleford, Saskatchewan. Er trug ehrenhalber den indianischen Namen Iron Buffalo. Seine Frau ist Schauspielerin und Tänzerin. Sie gehört zum Stamm der Cree und trägt den indianischen Namen Red Eagle. Sie hat indianische und afrokanadische Vorfahren. Sie bekamen zwei Kinder. Die ältere Tochter Cree Summer (* 1969) ist Synchronsprecherin, Schauspielerin und Sängerin. Sie hat mit Lenny Kravitz die Musik-CD Street Faërie aufgenommen. 1974 zog Don Francks mit seiner Familie nach Toronto. Der jüngere Sohn Rainbow Sun (* 1979) ist ebenfalls Schauspieler (u. a. in der Fernsehserie Stargate Atlantis) und Musiker. Don Francks sang und spielte Schlagzeug mit seinem Jazzquartett Don Francks & Friends in verschiedenen Jazzclubs in Toronto, etwa in der Colonial Tavern oder in George’s Spaghetti House. Don Francks schrieb Lieder, Gedichte, fuhr Motorrad und sammelte Oldtimer-Autos. Er trat als Aktivist für den Weltfrieden ein, unterstützte die Befreiung von Tibet und engagierte sich für Greenpeace, auf deren Schiff Rainbow Warrior er mitgesegelt ist.
Von 1997 bis 2001 spielte Don Francks in der dramatischen Agentenserie Nikita. Er sprach ursprünglich für die Rolle des Operations vor, erhielt aber die Rolle des Waffenexperten Walter, wofür sein Aussehen perfekt war. Seine deutsche Synchronstimme in den ersten drei Staffeln war Klaus Kindler.
Von August bis Dezember 2006 präsentierte er als Gastgeber in dem kanadischen Radiosender AM740 Prime Time Radio die Musiksendung  'Round Midnight, die online live zu hören war und hauptsächlich Jazz und Blues von älteren Komponisten spielte.
Don Francks trug meistens ein Bandana.

## Auszeichnungen
- 1980 und 1981 gewann er ACTRA Awards als bester dramatischer Darsteller für Drying Up The Streets und The Phoenix Team.

## Filmografie (Auswahl)
- 1959: R.C.M.P. (Fernsehserie)
- 1963: Indian River (The Forest Rangers, Fernsehserie, Folge The Game Reserve)
- 1966: Verrückter Wilder Westen (The Wild Wild West, Folge The Night of the Grand Emir)
- 1966: Solo für O.N.C.E.L. (The Man from U.N.C.L.E., Fernsehserie, Folge Das Gangsternest)
- 1966: Jericho (Fernsehserie)
- 1968: Der goldene Regenbogen (Finian’s Rainbow)
- 1968, 1969: Kobra, übernehmen Sie (Mission: Impossible, Fernsehserie, 2 Folgen)
- 1969: Mannix (Fernsehserie, Folge 3x08 Das Strafmandat)
- 1969: Die Leute von der Shiloh Ranch (The Virginian, Fernsehserie, Folge 7x20 Traum vom eigenen Land)
- 1971: McCabe & Mrs. Miller
- 1978: Drying Up the Streets
- 1979: 10.000 PS – Vollgasrausch im Grenzbereich (Fast Company)
- 1980: The Phoenix Team (Fernsehserie)
- 1981: Blutiger Valentinstag (My Bloody Valentine)
- 1981: Heavy Metal (Synchronstimme: Grimaldi/Co-Pilot/Barbarian)
- 1983/1984: Inspector Gadget (Fernsehserie, Synchronstimme)
- 1985: Freunde im All (Droids, Fernsehserie, Synchronstimme)
- 1985: Todespoker (Terminal Choice)
- 1985–1986: Die Ewoks (Ewoks, Fernsehserie, Synchronstimme: Umwak, Dulok Shaman)
- 1987: Alfred Hitchcock Presents (Fernsehserie, Folge Der Maulwurf)
- 1987: Chicago Blues (The Big Town)
- 1987: Nachtstreife (Night Heats, Fernsehserie, Folge 3x12)
- 1988: Hot Paint – Eine verdammt heiße Ware (Hot Paint)
- 1990: Tai Babilonia – Leben auf dünnem Eis (On Thin Ice: The Tai Babilonia Story)
- 1991: Dinner für Sechs – Woodstock meets Wallstreet (Married to It)
- 1992: Schwarzer Tod (Quiet Killer)
- 1994: Blauvogel – Geschichte eines weißen Indianerjungen (Bluehawk, Fernsehserie, 5 Folgen)
- 1994: Kung Fu – Im Zeichen des Drachen (Kung Fu – The Legend Continues, Fernsehserie, Folge 2x21 Caine und das Zeichen des Tigers)
- 1994: Madonna – Verlorene Unschuld (Madonna: Innocence Lost)
- 1994: Side Effects – Nebenwirkungen (Side Effects, Fernsehserie, Folge The Great Chendini)
- 1995: Das Mädchen aus der Stadt (Road to Avonlea, Fernsehserie, Folge 6x01 The Return of Gus Pike)
- 1995: Tod auf Trauschein (A Vow to Kill)
- 1995: Vernetzt – Johnny Mnemonic (Johnny Mnemonic)
- 1995: Vermächtnis des Bösen (Possession of Michael D.)
- 1995: Unter der Last der Beweise (Degree of Guilt)
- 1996: Gänsehaut – Die Stunde der Geister (Goosebumps, Fernsehserie, Folge 1x01 Der Werwolf aus den Fiebersümpfen, 2 Teile)
- 1996: Verschwörung der Angst (The Conspiracy of Fear)
- 1996: Ein Hund namens Heck – Auf vier Pfoten nach Australien (Heck’s Way Home)
- 1996: Geständnis mit tödlichen Folgen (The Deliverance of Elaine)
- 1996: Verraten und verkauft (Captive Heart: The James Mink Story)
- 1996: Kuss des Todes (First Degree)
- 1996: Bedrohliche Leidenschaft (Hostile Advances: The Kerry Ellison Story)
- 1996: Harriet, die kleine Detektivin (Harriet the Spy)
- 1996: Bogus
- 1997–2001: Nikita (La Femme Nikita, Fernsehserie)
- 1997: Dark Prayer – Tödliche Bedrohung (A Prayer in the Dark, Fernsehfilm)
- 1998: Eerie, Indiana – Die andere Dimension (Eerie, Indiana: The Other Dimension, Fernsehserie, Folge 1x11 Der schlaflose Sandmann)
- 1998: Mr. Music – Ein Teenager im Rockhimmel (Mr. Music, Fernsehfilm)
- 1998: Knight of the Apocalypse bzw. Der Ritter der Apokalypse (The Minion)
- 1998: Jay und die Affenbande (Summer of the Monkeys)
- 1999: Relic Hunter – Die Schatzjägerin (Relic Hunter, Fernsehserie, Folge 1x04 Im Zeichen des Bären)
- 1999: Der Fluch des wilden Truthahns (Dinner at Fred’s)
- 2000: PSI Factor – Es geschieht jeden Tag (PSI Factor – Chronicles of the Paranormal, Fernsehserie, Folge 4x19 Kannibalen)
- 2001: Mission Erde – Sie sind unter uns (Gene Roddenberry’s Earth: Final Conflict, Fernsehserie, Folge 4x16 Die Zeitfalle)
- 2002: Tracker (Fernsehserie, Folge 1x11 Das Kriegsbeil)
- 2003: The Last Chapter II: The War Continues (Fernsehminiserie)
- 2005: Lie with Me – Liebe mich (Lie with Me)
- 2006: I’m Not There
- 2016: The Second Time Around

Des Weiteren hat Don Francks in anderen Filmen und Serien oft auch als Synchronsprecher mitgewirkt.

## Musikaufnahmen
- At The Purple Onion. 2004, Art of Life Records, Don Franks mit Lenny Breau und Eon Henstridge.

Diese Jazz-CD wurde im August 1962 live im Kaffeehaus Purple Onion in Toronto, Kanada aufgenommen.
- No One In This World Is Like Don Francks. LP, 1963, Kapp Records. Don Francks, Lenny Breau und Eon Henstridge bildeten kurzzeitig das Trio Three.
- Lost… and Alone. LP, 1964, Kapp Records.